# Сложные тиоэфиры

Общая структура сложных тиоэфиров

Сложные тиоэфиры — органические соединения, содержащие функциональную группу C-S-CO-C и являющиеся сложными эфирами тиолов и карбоновых кислот. Сложные тиоэфиры играют важную роль в биохимических процессах, наиболее известный представитель этого класса — ацетил-CoA.

## Получение
Способы получения сложных тиоэфиров разнообразны, но важнейшим является конденсация тиолов и карбоновых кислот в присутствии водоотнимающих реагентов (например, N,N'-дициклогексилкарбодиимида (DCC, ДЦК):
RSH + R’CO2H → RSC(O)R' + H2O
Ангидриды карбоновых кислот и некоторые лактоны реагируют подобным же образом с тиолами в присутствии оснований.
Сложные тиоэфиры удобно получать по реакции Мицунобу из спиртов и тиокислот (например, тиоацетаты из тиоуксусной кислоты).
Также они могут быть получены карбонилированием алкенов и алкинов в присутствии тиолов.

## Реакции
Карбонильная группа сложных тиоэфиров реакционноспособна по отношению к атаке нуклеофилами (в меньшей степени по сравнению с хлорангидридами кислот). Так, сложные тиоэфиры реагирут с аминами с образованием амидов:
Уникальна для сложных тиоэфиров реакция Фукуямы: при взаимодействии с цинкорганическим соединенем в присутствии палладиевого катализатора образуются кетоны.
Атомы водорода в α-положении к карбонильной группе сложных тиоэфиров проявляют умеренную кислотность, поэтому сложные тиоэфиры подвержены альдольной конденсации. Эта реакция имеет значение для биосинтеза жирных кислот.

## Биохимия

Ацетил-CoA, ключевой интермедиат в биосинтезе различных классов органических соединений (ацетилирующий реагент).

Сложные тиоэфиры — обычные интермедиаты во многих биохимических превращения, включая образование и распад жирных кислот и мевалоната — синтетического предшественника стероидов. Биосинтез лигнинов, составляющих значительную часть биомассы, протекает через образование сложного тиоэфира кофейной кислоты. Другие примеры сложных тиоэфиров — малонил-CoA, ацетоацетил-CoA, пропионил-CoA и циннамоил-CoA. Ацетогенез протекает через образование ацетил-CoA. Сложные тиоэфиры образуются в живых организмах в результате реакций эстерификации, причем АТФ играет роль дегидратирующего агента. Они также играют ключевую роль в убиквитинировании протеинов убиквитинлигазами, помечающими белки для последующего разрушения протеосомами.
Предполагается, что окисление атома серы сложных тиоэфиров (тиолактонов) является необходимым этапом активации ряда ингибиторов агрегации тромбоцитов, таких как тиклопидин, клопидогрел и прасугрел.

## Тионовые эфиры

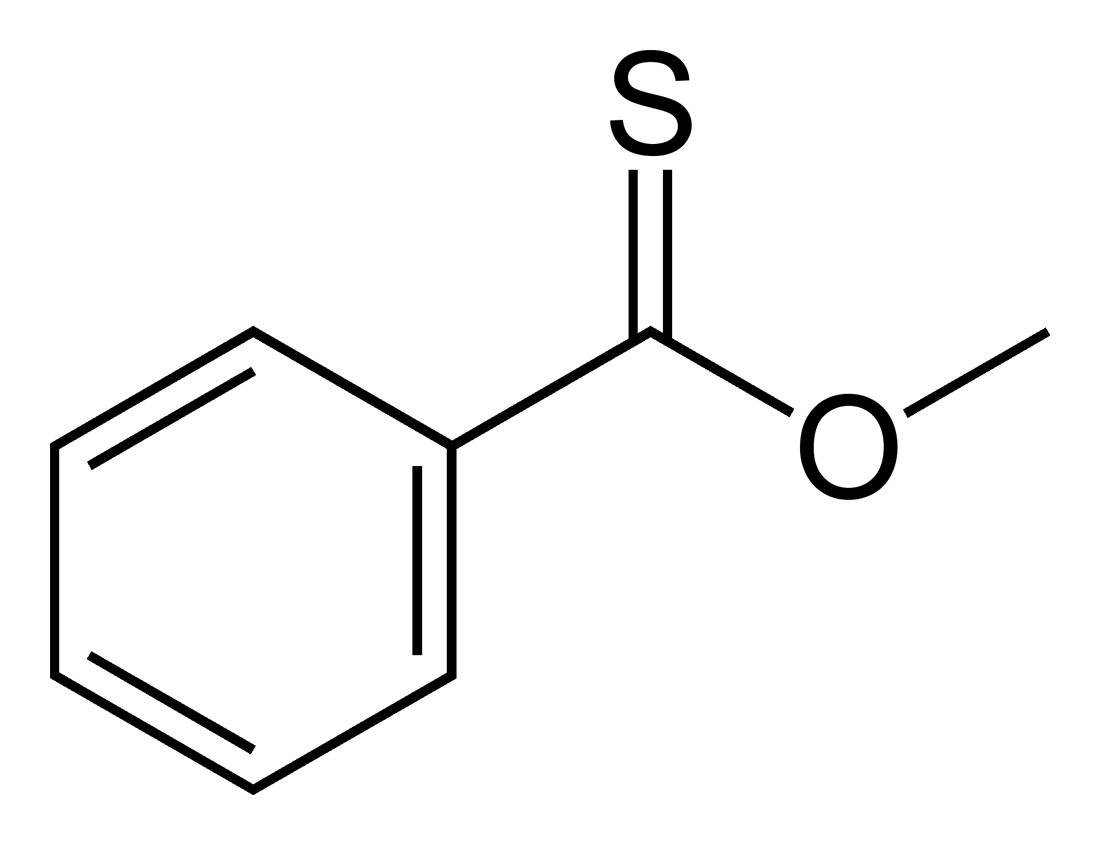
Метилтионобензоат

Тионовые эфиры (О-эфиры тиокарбоновых кислот) — изомеры сложных тиоэфиров. Атом серы в тионовых эфирах замещает карбонильный атом кислорода сложноэфирной группы, например: C6H5C(S)OCH3 (метилтионобензоат). Эти соединения обычно получают по реакции тиоацилхлоридов со спиртами, они также могут быть получены обработкой сложных эфиров реагентом Лоуссона.